# باكستان كبي
باكستان كبي (بالسندية: پاڪستان کپي) هي عبارة في اللغة السندية تعني «تحيا باكستان» أو «نريد باكستان». استُخدم المصطلح لأول مرة وصاغه الرئيس آنذاك آصف علي زرداري، منذ ذلك الحين أصبحت العبارة جزءًا مهمًا من خطاب زرداري. كتب منير أحمد ميمن كتابًا باسم باكستان كبي وقدمه إلى نصار أحمد خهرو.

## النقد
يتساءل منتقدو آصف علي زرداري وحزب الشعب الباكستاني عما إذا كان يقصد معنى بنجابي أم معنى سندي عندما قال «باكستان كبي». وازداد ارتباك الناس بشأن كلمة «كبي» منذ أن ألقى زرداري الخطاب، لأول مرى في فيصل آباد في 17 يناير 2010 ثم في تالاجانج في 21 يناير 2010، فعندما ألقى آصف علي زرداري خطابه في البنجاب استخدم نفس العبارة.